# Kościół Niepokalanego Serca Najświętszej Maryi Panny w Soblówce
Kościół Niepokalanego Serca Najświętszej Marii Panny w Soblówce – drewniany kościół parafialny Niepokalanego Serca Najświętszej Marii Panny w Soblówce. Wybudowany w latach 1949–1950 jako kaplica. Znajduje się na Szlaku Architektury Drewnianej województwa śląskiego. Obok kościoła znajduje się wolnostojąca dzwonnica.

## Historia
Nim wzniesiono kaplicę w Soblówce, miejscowość należała do parafii w Ujsołach. Kaplicę zaprojektował proboszcz parafii, ks. Józef Półka. Komitet budowy powstał w 1948, a po zakupie parceli i uzbieraniu wystarczających środków prace przy budowie, prowadzone przez cieśli Józefa Salachnę i Wincentego Paździorko, rozpoczęto w 1949. Kaplicę pod wezwaniem Niepokalanego Serca Najświętszej Maryi Panny poświęcił 8 listopada 1952 ks. Józef Piotrowski, następca ks. Józefa Półki. Kościołem parafialnym jest od 1990 roku.

## Architektura i wnętrze
Kościół zbudowany jest na planie prostokąta, w konstrukcji zrębowej, zaś wieża słupowej. Prezbiterium jest wielobocznie zamknięte. Przykryta jest dwukalenicowym, blaszanym dachem. Zewnętrzne ściany kościoła obite są gontem, a niektóre belki i kroksztyny oraz obramienia okien pomalowane są w kolorze intensywnej żółci.
Wyposażenie wnętrza jest skromne i współczesne. Część prezbiterialna obita jest jasną boazerią. We wnętrzu widoczny jest podział na prezbiterium i nawę, w której widać również belki zrębu.